# Trilby albo Chochlik z Argyle
Trilby albo Chochlik z Argyle (fr.ː Trilby ou le Lutin d'Argail) – opowiadanie fantastyczne Charlesa Nodier z 1822 roku.

## Okoliczności powstania utworu
Twórczość fantastyczną Nodier zainicjował opowiadaniem Une Heure ou la Vision wydanym w 1806 roku, historią młodego człowieka, który stracił ukochaną i popadł w szaleństwo, co pozwoliło mu nawiązać kontakt ze światem nadprzyrodzonym. Kolejne jego opowiadania fantastyczne rozgrywały się na pograniczu snu i jawy. W 1821 roku pisarz odbył podróż do Szkocji, gdzie pracował nad przekładem tragedii Bertram Ch. R. Maturina. Owocem tej podróży był wydany w następnym roku Trilby.

## Treść

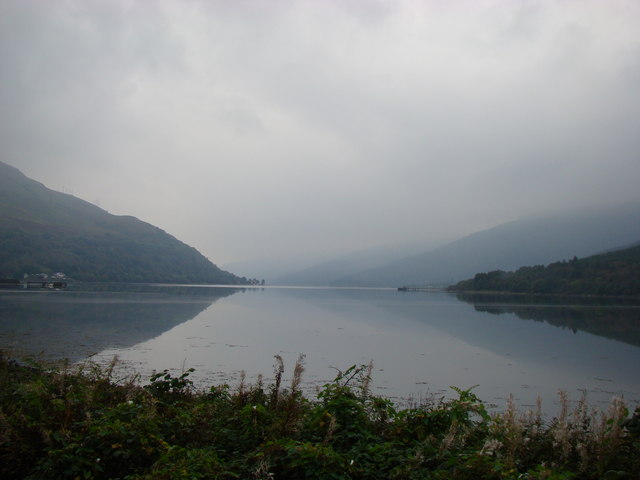
Loch Long

Historia opowiedziana przez Nodiera rozgrywa się w hrabstwie Agryle, nad jeziorem Long, naprzeciw góry Ben Arthur. W chacie szkockiego rybaka Dougala, żyje chochlik Trilby zakochany w jego młodej żonie Jeannie. Kiedy jej mąż wypływa na połów, a Jeannie zasypia przy ogniu, Trilby siada na jej kolanach i szepcze jej miłosne zaklęcia, a czasem całuje w policzek. Chochlik dba też, by gospodarz nie wrócił zbyt wcześnie, dbając o obfite połowy dużych błękitnych ryb. Zaniepokojona swoimi snami Jeannie zwierza się mężowi, który postanawia sprowadzić z pobliskiego klasztoru Balwagh ojca Rolanda, żeby dokonał egzorcyzmu. Mnich i małżonkowie wspólnie modlą się o oczyszczenie domu z duchów pogańskich. Trilby musi opuścić domostwo. Będzie mógł wrócić jeśli przywoła go Jeannie, a Dougal zgodzi się na jego powrót. Jeśli złamie zakaz zostanie na tysiąc lat zaklęty.
Po wygnaniu Trilby'ego Jeannie zaczyna za nim tęsknić. Śni jej się po nocach pod postacią dorodnego młodzieńca, wodza rod MacFerlane'ów. Dougalowi bez pomocy duszka nie wiedzie się w połowach tak jak dawniej. Postanawia więc wybrać się wraz z żoną z pielgrzymką do Balvagh do świętego Kolombana. W opactwie, podczas gdy pielgrzymi, pod przewodnictwem ojca Rolanda, odprawiają wspólny egzorcyzm przeciw duchom, Jeannie odnajduje w jednym z korytarzy obraz młodzieńca, który jej się śnił.
Po powrocie do domu Jeannie wybrała się pewnego razu łodzią na drugą stronę jeziora. Wracając ujrzała w przybrzeżnych zaroślach małego zgarbionego starca, który prosił o podwiezienie. Wyznał on Jeannie, że jest ojcem Trilby'ego i dowiedziawszy się niedawno, że Trilby przebywa w chacie Dougala, postanowił go odwiedzić. Stroskana Jeannie wyznała, że niestety z powodu jej niedyskrecji został wygnany z ich chaty. Wówczas tajemniczy pasażer zrzucił przebranie i ukazał się w postaci Trilby'ego. Jeannie zdziwiła się jak mógł się do niej zbliżyć nie wzywany, ale chochlik przypomniał jej, że go wezwała przed portretem MacFerlane'a w Balvagh. Trilby zapowiada, że zamierza wrócić do jej domu, na jej obawy, że zostanie zaklęty na tysiąc lat, odpowiada, że gotów jest to przecierpieć, jeśli będzie pewny jej miłości i wyskakuje z łodzi. Jeannie dopływa do brzegu gdzie spotyka męża uszczęśliwionego udanym połowem błękitnych ryb oraz wyłowieniem bogato zdobionej klejnotami szkatułki. Nakazuje ją zanieść żonie do domu. W domu gdy Jeannie chce otworzyć szkatułkę, słyszy z jej środka głos Trilby'ego, który wyjaśnia, że otworzyć ją może tylko wyznanie miłości. Jeannie, choć kocha Trilby'ego, nie śmie jednak złamać przysięgi złożonej Dougalowi i wybiega z chaty. Trafia na cmentarz, gdzie pod drzewem świętego Kolombana dostrzega mnicha Rolanda i męża nad leżącym na ziemi Trilbym. Pada bez życia.
Po stuleciach nie pozostało śladu z chaty Dougala, ani z cmentarza, uschło drzewo Kolombana, na wzgórzu pozostał tylko samotny grobowiec z wyrytym na tablicy napisemː Tysiąc lat to tylko chwila na ziemi dla tych, co mają pozostać ze sobą na zawsze

## Analiza utworu
Nie wiadomo czy sprytny i usłużny chochlik, przypominający Szekspirowskiego Ariela, żyje naprawdę w chacie szkockiego rybaka, czy tylko w wyobraźni jego młodej żony. Niezależnie od tego jest niewątpliwie uosobieniem jej miłosnych tęsknot, które konkretyzują się w postaci zuchwałego przywódcy klanu MacFerlane'ów. Wciela też dążenie człowieka do szczęścia i pełni życia. Zderzenie tych pragnień z normami obyczajowymi przynosi Jeannie tragiczny finał. Duchowe zwycięstwo pozostaje jednak po jej stronie. Miłość silniejsza jest niż śmierć. Kochankowie kiedyś się połączą. Tysiąc lat to tylko chwila na ziemi dla tych, co mają pozostać ze sobą na zawsze.